# نيل ستانلي كروفورد
نيل ستانلي كروفورد (بالإنجليزية: Neil Stanley Crawford)‏ هو سياسي كندي، ولد في 26 مايو 1931 في برينس ألبرت في كندا، وتوفي في 25 أغسطس 1992 في إدمونتون في كندا بسبب تصلب جانبي ضموري. حزبياً، نشط في الرابطة التقدمية المحافظة في ألبرتا ‏. وقد انتخب عضو الجمعية التشريعية ألبرتا.